# ГЕС Upper Yeywa
ГЕС Upper Yeywa (Yeywa II) — гідроелектростанція, що споруджується на сході М'янми. Знаходячись перед ГЕС Yeywa, становитиме верхній ступінь каскаду на річці Myitnge – великій лівій притоці Іраваді (одна з найбільших річок Південно-Східної Азії, що впадає кількома рукавами до Андаманського моря та Бенгальської затоки). 
В межах проекту річку перекриють греблею із ущільненого котком бетону висотою 88 метрів (за іншими даними - 97 метрів) та довжиною 247 метрів, яка потребуватиме 0,5 млн м3 матеріалу. Для цього у 2015 році відвели воду за допомогою тунелю довжиною 0,3 км з діаметром 10 метрів. Гребля утримуватиме витягнуте на 60 км водосховище з площею поверхні 29 км2 та об’ємом 342 млн м3. 
Через два напірні тунелі довжиною 0,47 км та 0,54 км з діаметром 12,5 метра ресурс подаватиметься до машинного залу. Останній обладнають чотирма турбінами типу Френсіс потужністю по 70 МВт, які забезпечуватимуть виробництво 1409 млн кВт-год електроенергії на рік.
Видача продукції відбуватиметься по ЛЕП, розрахованій на роботу під напругою 230 кВ.